# Kamenka (Podněstří)
Kamenka (rusky: Каменка, moldavsky: Каменка/Camenca, ukrajinsky: Кам'янка) je město na levém břehu Dněstru náležející k mezinárodně neuznané Podněsterské moldavské republice, administrativní centrum Kamenského rajonu, nejsevernějšího rajonu Podněstří. Roku 2010 zde žilo 9 400 obyvatel, především Rusové, Moldavané a Ukrajinci. Jedná se rovněž o město národopisné oblasti Podolí.

## Dějiny
První zmínka o Kamence pochází z 13. století, patřila k Litevskému velkoknížectví. Roku 1793 byla spolu s levým břehem Dněstru připojena k Rusku, po Velké říjnové socialistické revoluci součást Ukrajinské SSR. Rozhodnutím Prezidia Nejvyššího sovětu Ukrajinské SSR byl Kamence roku 1938 udělen status sídla městského typu. V srpnu 1940 připojena k nově vzniklé Moldavské SSR. Mezi lety 1941 až 1944 byla okupována rumunskými a německými vojsky, součást rumunské provincie Zadněstří. Během okupace zde působila odbojová organizace složená z členů KSSS pod vedením J. A. Kučerova. Roku 1944 Kamenku osvobodil partyzánský oddíl "Sovětská Moldávie", poté byla znovu začleněna do Moldavské SSR. V období rozpadu Sovětského svazu se občané Kamenského rajonu v referendu vyslovili pro vstup do nově utvářené Podněsterské moldavské SSR, kterou vedení Moldavské SSR označilo za protiústavní. Roku 2002 byla Kamenka povýšena na město.
Kamenka je převážně zemědělské sídlo, průmysl zastupují pouze dva potravinářské závody - mlékárna a konzervárna. Ve městě působí střední škola vinařská.